# ROMBAC 1-11
El ROMBAC 1-11 fue un avión de pasajeros bimotor a reacción fabricado por la compañía rumana IAR entre 1982 y 1989 gracias a la compra a British Aircraft Corporation de la licencia de fabricación del modelo BAC 1-11, que fue fabricado en el Reino Unido entre 1963 y 1982, y cuyo proyecto se remontaba a 1956.
El primer ROMBAC 1-11 construido realizó su primer vuelo el 18 de septiembre de 1982 desde las instalaciones de Baneasa, donde únicamente se fabricaron 9 unidades, además de dos fuselajes que quedaron inacabados.

## Historia y desarrollo
El 9 de junio de 1979 el presidente rumano Nicolae Ceauşescu firmó un contrato para la concesión de la licencia de producción del BAC 1-11 en Rumanía. El contrato incluía también la entrega de tres aviones BAC 1-11 (dos de la serie 500 y uno de la 475), además de la construcción de al menos 22 unidades en Bucarest con ayuda británica. Junto con la licencia de producción del avión se consiguió también la concesión para fabricar en territorio rumano los motores Rolls-Royce Spey, y la certificación del avión con estándares británicos por la Civil Aviation Authority. Las estimaciones proyectaban la construcción de hasta 80 unidades para el mercado rumano y países del este de Europa, además de para China y otras economías emergentes de la época. El avión pasó a ser designado ROMBAC 1-11.
El primer ROMBAC 1-11 (matriculado YR-BRA y con número de serie cn 401) estuvo listo el 27 de agosto de 1982 en las instalaciones de Romaero en Băneasa, y realizó su primer vuelo el 18 de septiembre del mismo año, consiguiendo su certificación un mes después. La producción del modelo continuó hasta 1989 a un ritmo mucho menor de lo que las previsiones indicaban en el contrato, ya que finalmente solo se fabricaron 9 unidades, quedando en la línea de producción otras dos completadas al 85% y 70%.
El primer avión fue entregado el 29 de diciembre de 1982 a la compañía rumana TAROM, que recibió 7 de las 9 unidades fabricadas; el ejemplar realizó su primer vuelo comercial el 28 de enero de 1983 uniendo las ciudades de Bucarest y Timisoara (ambas en Rumanía). Las dos unidades restantes fueron adquiridas por la compañía Romavia, siendo la última unidad entregada el 1 de enero de 1993 (con matrícula YR-BRI y número de serie cn 409).
Las razones del fracaso del proyecto del ROMBAC 1-11 fueron tres: la economía rumana y la posición del país en el ámbito internacional se deterioraron hasta un punto en que los suministros para la fabricación del avión fueron cada vez más limitados. Además, las previsiones de ventas del Gobierno Rumano fueron demasiado optimistas. La tercera razón fue el alto nivel de ruido que emitían sus motores y la gran cantidad de combustible que consumían.
Con una nueva motorización el problema de los altos niveles de ruido y consumo habría quedado resuelto; después de la caída del régimen de Ceauşescu en 1989 hubo planes para reiniciar la producción del ROMBAC 1-11 con motores Rolls-Royce Tay, versión que se denominaría ROMBAC 1-11-2500. La compañía británica Associated Aerospace, dedicada al arrendamiento financiero de aviones, mostró interés en el proyecto y se planteó la adquisición de 50 aeronaves con la nueva motorización y una cabina modernizada para ofrecer a potenciales clientes, pero el cese de operaciones de la compañía en abril de 1991 detuvo el posible acuerdo. A pesar del traspiés, se siguió ofreciendo la nueva versión del ROMBAC, llegando incluso a firmar un acuerdo de adquisición de 11 aeronaves con la aerolínea estadounidense Kiwi International Air Lines, aunque finalmente el acuerdo no se consolidó y el proyecto del ROMBAC 1-11 no pudo continuar.

## Operadores
| Matrícula | N.º Serie | Compañías en las que operó                                                                   |
| --------- | --------- | -------------------------------------------------------------------------------------------- |
| YR-BRA    | cn 401    | TAROM Istanbul Airlines (1988) JAT Airways (1989-1990) Adria Airways Aero Asia International |
| YR-BRB    | cn 402    | TAROM Ryanair                                                                                |
| YR-BRC    | cn 403    | TAROM Adria Airways                                                                          |
| YR-BRD    | cn 404    | TAROM Dan-Air (1989-1990) Adria Airways                                                      |
| YR-BRE    | cn 405    | TAROM                                                                                        |
| YR-BRF    | cn 406    | TAROM London European Airways (1987) Ryanair Aero Asia International                         |
| YR-BRG    | cn 407    | TAROM Ryanair                                                                                |
| YR-BRH    | cn 408    | Romavia Air Memphis (2000)                                                                   |
| YR-BRI    | cn 409    | Romavia Aerotrans Airlines (2002)                                                            |

 Chipre
- Aerotrans Airlines: operó una unidad de Romavia en régimen de arrendamiento financiero durante 2002.

 Egipto
- Air Memphis: operó una unidad de Romavia en régimen de arrendamiento financiero durante 2000.

 Irlanda
- Ryanair: llegó a operar hasta tres unidades de TAROM en régimen de arrendamiento financiero.

 Reino Unido
- Dan-Air: operó una unidad de TAROM en régimen de arrendamiento financiero durante 1989 y 1990.
- London European Airways: operó una unidad de TAROM en régimen de arrendamiento financiero durante 1987.

 Pakistán
- Aero Asia International: operó dos unidades de TAROM en régimen de arrendamiento financiero.

 Rumania
- Romavia: recibió 2 de las 9 unidades iniciales.
- TAROM: recibió 7 de las 9 unidades iniciales.

 Turquía
- Istanbul Airlines: operó una unidad de TAROM en régimen de arrendamiento financiero durante el verano de 1988.[5]

 Yugoslavia
- Adria Airways: llegó a operar hasta tres unidades de TAROM en régimen de arrendamiento financiero.
- JAT Airways: operó una unidad de TAROM en régimen de arrendamiento financiero durante 1989 y 1990.

## Especificaciones

### Características generales
- Tripulación: 2 pilotos y 3 asistentes de vuelo
- Capacidad: 109 pasajeros
- Longitud: 32,6 m (107 ft)
- Envergadura: 28,5 m (93,5 ft)
- Altura: 7,5 m (24,6 ft)
- Superficie alar: 95,8 m² (1031,2 ft²)
- Peso vacío: 24 902 kg (54 884 lb)
- Peso máximo al despegue: 47 400 kg (104 469,6 lb)
- Planta motriz: 2× Turbofán Rolls-Royce Spey Mk.512-14DW.
  - Empuje normal: 55,8 kN (5693 kgf; 12 550 lbf) de empuje cada uno.

### Rendimiento
- Velocidad máxima operativa (Vno): 870 km/h (541 MPH; 470 kt)
- Velocidad crucero (Vc): 795 km/h (494 MPH; 429 kt)
- Alcance: 2745 km (1482 nmi; 1706 mi)
- Techo de vuelo: 10 668 m (35 000 ft)

### Aeronaves similares
- Boeing 737
- McDonnell Douglas DC-9
- Sud Aviation Caravelle
- Tupolev Tu-134
- Yakovlev Yak-42